# Hiketas (Tyrann von Leontinoi)
Hiketas (altgriechisch Ἱκέτας Hikétas oder Ἱκέτης Hikétēs; † 339 oder 338 v. Chr. in Lentini) war ein antiker griechischer Politiker, militärischer Befehlshaber und Tyrann in Sizilien. Zeitweilig beherrschte er Syrakus, dann zog er sich nach Leontinoi (heute Lentini) zurück und übte dort als Tyrann die Macht aus. Er ist nicht zu verwechseln mit dem gleichnamigen Machthaber, der im frühen 3. Jahrhundert v. Chr. in Syrakus herrschte.

## Vorgeschichte des Aufstiegs

Süditalien zur Zeit des Hiketas

Hiketas stammte aus Syrakus. Er war ein Freund des dortigen Politikers Dion, der im Jahre 357 v. Chr. mit einem kleinen Söldnerheer Syrakus eingenommen und die Herrschaft des Tyrannen Dionysios II. über die Stadt beendet hatte. Dion geriet nach seinem Sieg in schwere innenpolitische Konflikte. Er wurde verdächtigt, nach der Tyrannis zu streben, was zu seiner zunehmenden Schwächung und Isolation führte. Schließlich wurde er 354 v. Chr. von einem Offizier seiner Söldnertruppe, dem Athener Kallippos, durch einen Staatsstreich gestürzt und auf Befehl des Kallippos ermordet. Dions Schwester und zugleich Schwiegermutter Aristomache, die langjährige Ehefrau des Tyrannen Dionysios I. von Syrakus, und seine schwangere Gattin Arete wurden auf Befehl des Kallippos ins Gefängnis geworfen, wo Arete ihr Kind, Dions zweiten Sohn, gebar. Kallippos war jedoch kein Tyrann, sondern nur nach Dions Tod der leitende Politiker der Stadt im Rahmen der demokratischen Staatsordnung, die nach dem Ende der Tyrannenherrschaft wieder bestand.
Kallippos konnte sich nur dreizehn Monate an der Macht halten. Die Parteigänger Dions sammelten sich in der Stadt Leontinoi und unterstellten sich Hipparinos, einem Halbbruder Dionysios’ II. und Neffen Dions. Mit einem Überraschungsangriff gelang ihnen die Rückeroberung von Syrakus. Nun wurden die Angehörigen Dions aus der Gefangenschaft befreit. Hiketas befand sich damals offenbar unter den Anhängern des Hipparinos in Syrakus, denn ihm wurden Aristomache und Arete anvertraut. Er ließ sie nach Griechenland bringen, doch kamen sie auf der Überfahrt ums Leben. Plutarch berichtet, sie seien unterwegs auf Befehl des Hiketas ermordet worden, der im Auftrag von Feinden Dions gehandelt habe. Diese Nachricht ist aber wahrscheinlich eine Verleumdung.
Hiketas blieb nicht in Syrakus am Hof des neuen Tyrannen Hipparinos, sondern zog sich nach Leontinoi zurück. Dort nahm er eine führende Stellung ein, aber damals wohl noch nicht als Tyrann.

## Wechselhafte Kämpfe und Untergang

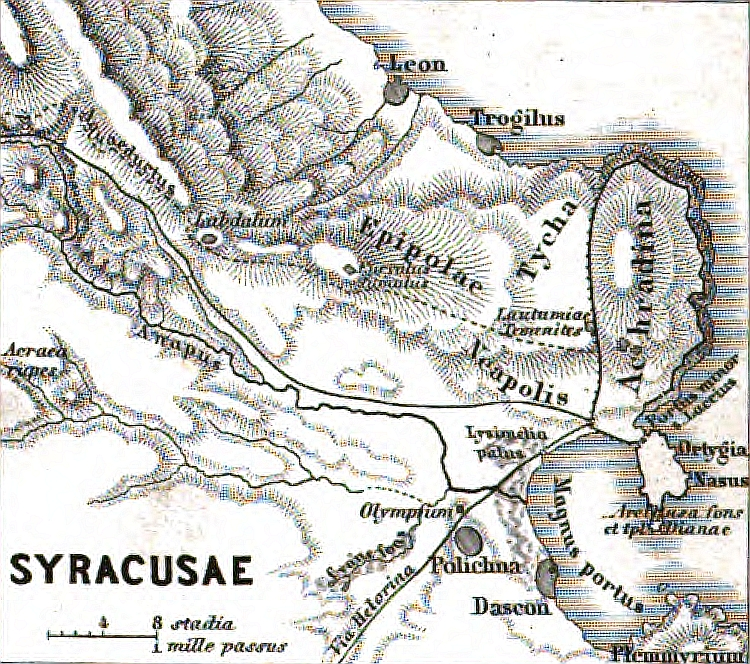
Syrakus in der Antike mit der vorgelagerten Insel Ortygia

Als Dionysios II. 347 v. Chr. mit einem Expeditionskorps von Unteritalien nach Sizilien übersetzte und Syrakus erneut in seinen Besitz brachte, wandten sich seine überrumpelten Gegner hilfesuchend an Hiketas. Die Opposition sammelte sich in Leontinoi und bereitete sich gemeinsam mit Hiketas und seinen Söldnern auf die Rückeroberung der Macht vor. Die syrakusanischen Feinde des Dionysios wandten sich an Korinth, die Mutterstadt von Syrakus, und baten um militärische Hilfe. Hiketas schloss sich dem Hilfsgesuch zunächst an, obwohl dieser Schritt seine Pläne durchkreuzte und er darin eine Bedrohung seiner Stellung erblickte. Sein Ziel war, Syrakus in seinen Besitz zu bringen. Er rückte gegen Syrakus vor, konnte aber eine lange Belagerung nicht durchhalten und musste sich zurückziehen. Auf dem Rückmarsch konnte er jedoch den ihn verfolgenden Dionysios besiegen und anschließend doch noch Syrakus besetzen. Nur die Inselfestung Ortygia vor der Stadt blieb in der Hand des Dionysios.
Die Karthager, die den Westen Siziliens beherrschten, wollten die Wirren im griechischen Teil der Insel nutzen, um nach Osten vorzudringen. Obwohl sie die traditionellen Feinde der Griechen waren, verständigte sich Hiketas mit ihnen in der Erwartung, dass sie ihn unterstützen und ihm dann in Syrakus freie Hand lassen würden.
Vergeblich riet er den Korinthern von der Entsendung einer Expedition ab; sie beschlossen, der Bitte der Syrakusaner nachzukommen und eine Flotte unter der Führung des Feldherrn Timoleon zu entsenden. Nach dem Eintreffen der Flotte Timoleons versuchte Hiketas, ihn zur Heimkehr zu bewegen, da Dionysios inzwischen bereits vertrieben sei. Timoleon nahm jedoch den Kampf auf. Er griff eine zahlenmäßig weit überlegene Streitmacht des Hiketas bei Adranum (heute Adrano, Provinz Catania) überraschend an und schlug sie. Dann erreichte er die Kapitulation des Dionysios, der ihm Ortygia übergab. Nun rief Hiketas die Karthager gegen Timoleon zu Hilfe. Eine karthagische Flotte lief in den Hafen von Syrakus ein, konnte aber gegen Ortygia nichts ausrichten und zog sich wieder zurück. Hiketas hatte keinen Rückhalt in der Stadtbevölkerung, zumal da seine karthagischen Verbündeten in Syrakus verhasst waren. Er gab 343 v. Chr. Syrakus auf und zog sich nach Leontinoi zurück, um dort als Tyrann zu herrschen. Er gab aber seine Hoffnungen noch nicht auf, sondern unternahm 342/341 v. Chr. einen vergeblichen Vorstoß auf Syrakus.
Es gelang Timoleon, in wechselvollen Kämpfen sowohl die Karthager zurückzuschlagen als auch die sizilischen Tyrannen, die sich mit diesen verbündet hatten, zu stürzen. Hiketas hatte sich erst mit Timoleon gegen die Karthager, dann mit den Karthagern gegen Timoleon verbündet und war am Schluss faktisch isoliert. Als Timoleon gegen Leontinoi vorrückte, wollten die Söldner des Hiketas den aussichtslosen Kampf vermeiden. Sie nahmen Hiketas und seinen Sohn Eupolemos gefangen und lieferten sie an Timoleon aus. Beide wurden als Tyrannen und Verräter hingerichtet. Die weiblichen Angehörigen des Hiketas wurden von der syrakusanischen Volksversammlung zum Tode verurteilt.